# Kleefkruidroest
De kleefkruidroest (Puccinia difformis) is een autoecische roest die behoort tot de familie Pucciniaceae. De schimmel is een biotrofe parasiet. Hij infecteert walstro-soorten. De kleefkruidroest komt voor in Europa, Canada, Noord-Amerika, Mexico, Irak en Kenia. In Nederland is de roest uiterst zeldzaam.
Op de onderkant van de bladeren worden gele spermogonia, aecia en zwarte telia gevormd. De 13-25 µm grote aeciosporen zijn geeloranje. De bruine, tweecellige, 27-21 × 32-46 µm grote teliosporen hebben een 42 µm lange, bruine steel, die niet afvalt. Bovenaan de teliospore is de wand verdikt.

## Foto's

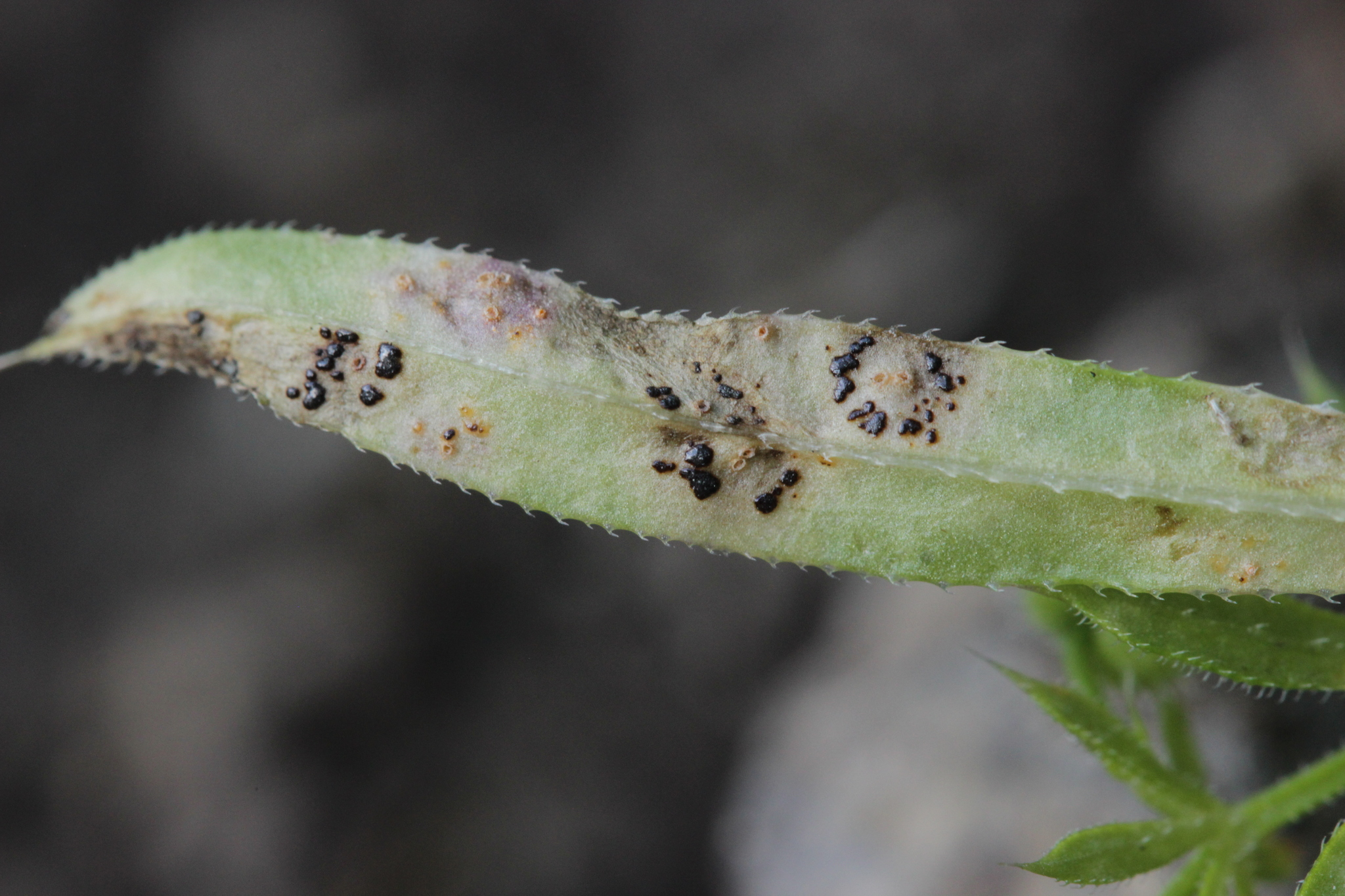
Aecia (oranje) en telia (bruin)
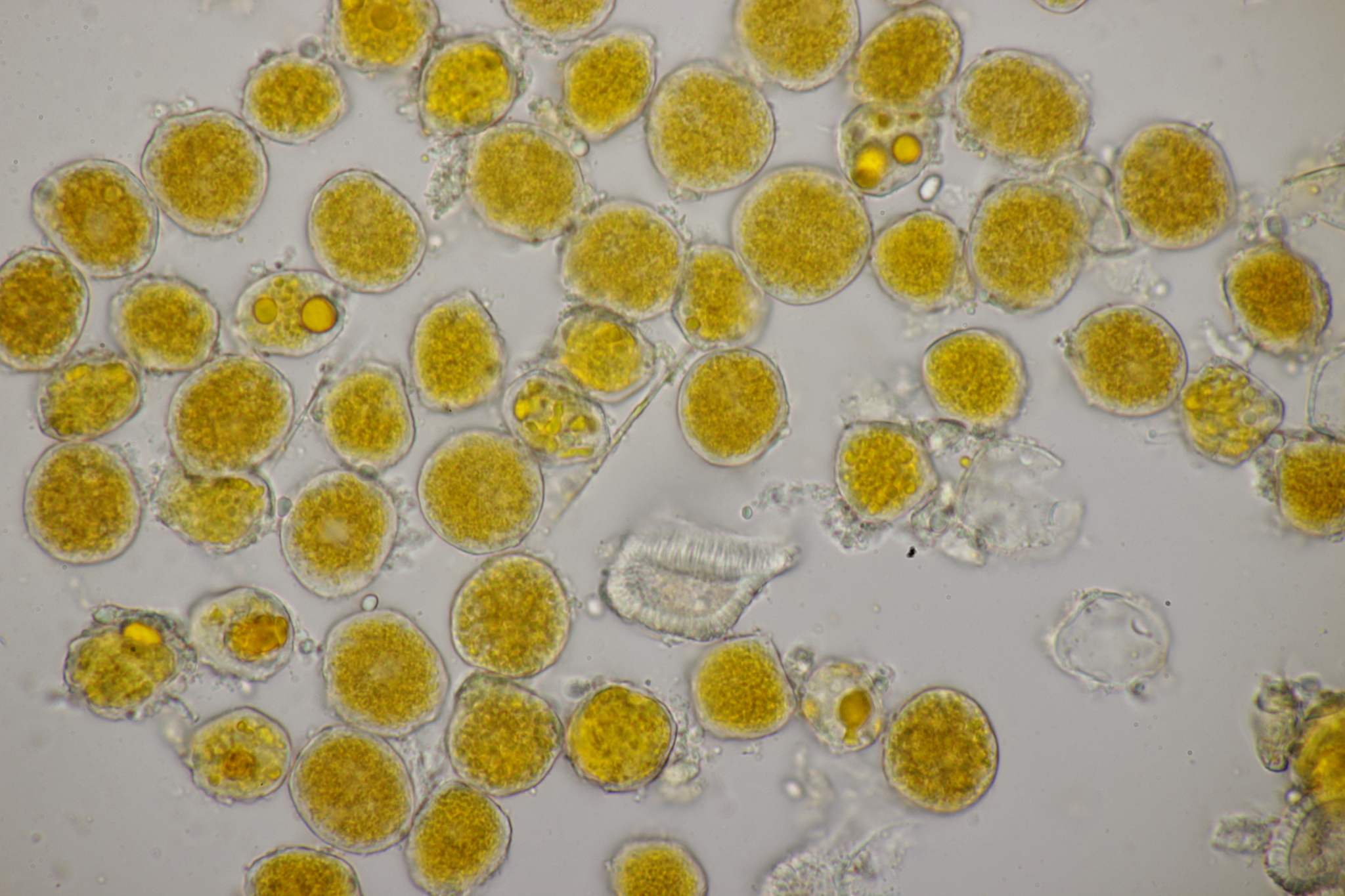
Aeciosporen
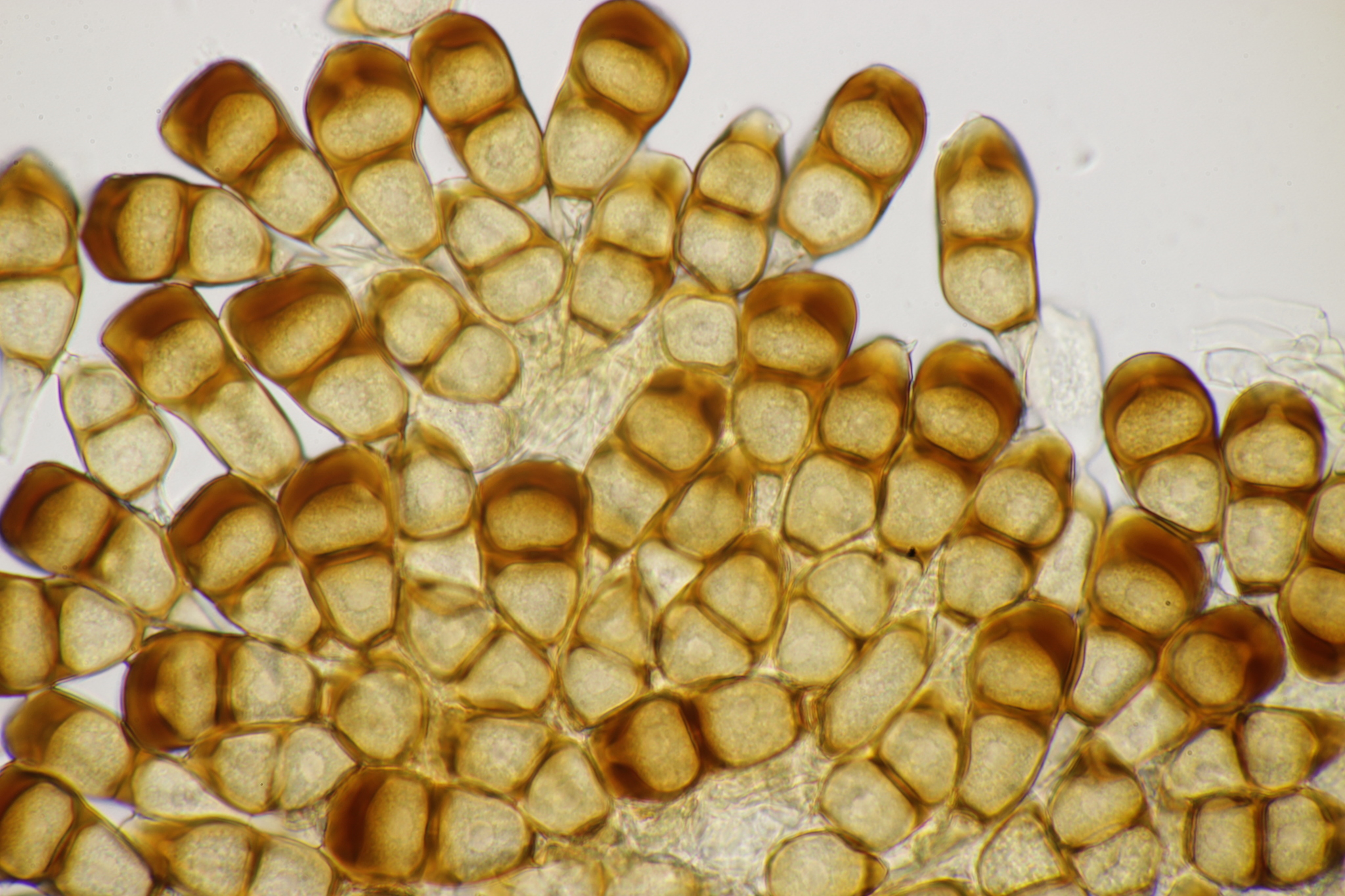
Teliosporen